# Steven Cozza
Steven Cozza (* 3. März 1985 in Petaluma, Kalifornien) ist ein US-amerikanischer Radrennfahrer.

## Sportliche Laufbahn
Steven Cozza wurde 2003 Dritter bei der US-amerikanischen Zeitfahrmeisterschaft der Junioren. 2005 gewann er den Titel in der U23-Klasse. Außerdem gewann er eine Etappe bei der Tour de Nez. 2006 begann er bei dem belgischen Continental Team Yawadoo-Colba-ABM und fuhr ab 2007 für Slipstream-Chipotle. Bei der Tour of Missouri 2007 entschied er die Nachwuchswertung für sich und gewann im selben Jahr eine Etappe der Vuelta a Chihuahua.
2011 wechselte Cozza zum Team NetApp, um sich dort als Führungspersönlichkeit zu etablieren. Diese Hoffnungen konnte er jedoch aufgrund anhaltender gesundheitlicher Probleme nicht erfüllen. Im Februar 2012 gab er bekannt, dass er eine Auszeit vom Profiradsport nehme, um von einer Kolitis-Erkrankung zu genesen.
Cozza kehrte jedoch nicht in den Radsport zurück und ist heute (Stand 2018) als Immobilienmakler tätig. Neben seiner beruflichen Tätigkeit engagiert er sich beim Race for Kids, einem Charityrennen zugunsten krebskranker Kinder.

## Erfolge
2005
- US-amerikanischer Meister – Einzelzeitfahren (U23)

2007
- eine Etappe Vuelta a Chihuahua

## Teams
- 2006 Yawadoo-Colba-ABM (bis 30. September)
- 2006 TIAA-CREF (ab 1. Oktober)
- 2007 Slipstream-Chipotle
- 2008 Garmin-Chipotle
- 2009 Garmin-Slipstream
- 2010 Garmin-Transitions
- 2011 Team NetApp
- 2012 Team NetApp (bis 29. Februar)